# Rosalina Tuyuc

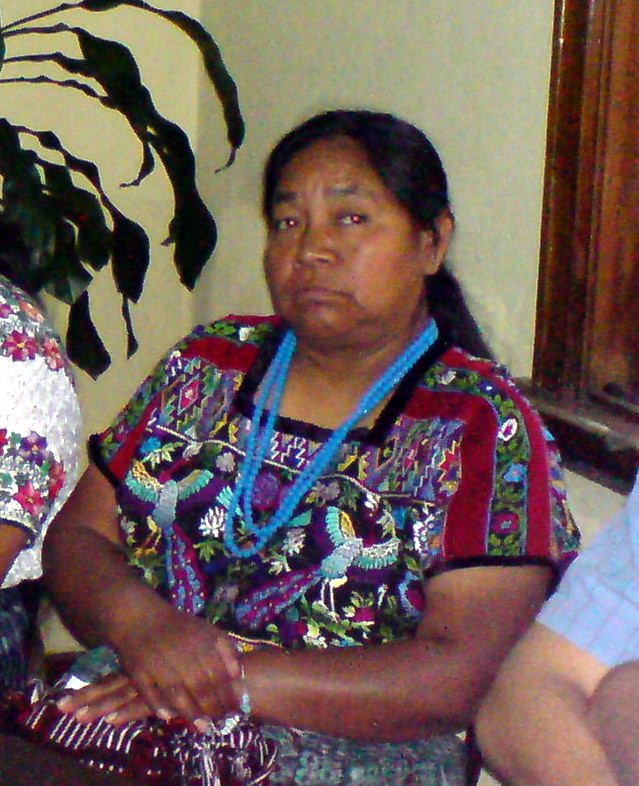
Rosalina Tuyuc năm 2007

Rosalina Tuyuc Velásquez (sinh tại San Juan Comalapa, tỉnh Chimaltenango, 1956)  là một nhà hoạt động nhân quyền người Guatemala. Bà được bầu làm đại biểu Quốc hội năm 1995, được bầu từ danh sách quốc gia của Mặt trận Dân chủ Mới Guatemala, và giữ chức Phó Chủ tịch Quốc hội trong thời kỳ đó. Tuyuc là một người Maya Kaqchikel.
Vào tháng 6 năm 1982, Quân đội Guatemala đã bắt cóc và sát hại cha cô, Francisco Tuyuc. Ba năm sau, vào ngày 24 tháng 5 năm 1985, chồng cô chịu chung số phận. Năm 1988, cô thành lập Hiệp hội góa phụ quốc gia Guatemala (CONAVIGUA), nơi đã trở thành một tổ chức nhân quyền hàng đầu của Guatemala.
Năm 1994, Tuyuc được trang trí bởi Ordre national de la Légion d'honneur của Pháp cho các hoạt động nhân đạo của cô. Vào ngày 6 tháng 7 năm 2004, Tổng thống Óscar Berger đã bổ nhiệm bà làm chủ tịch Ủy ban bồi thường quốc gia (Comisión Nacional de Resarcimiento). Năm 2011, cô công khai chỉ trích Ủy ban vì đã không giải quyết thỏa đáng thiệt hại do chiến tranh gây ra.
Quỹ Hòa bình Niwano của Nhật Bản đã trao Giải thưởng Hòa bình Niwano năm 2012 của họ cho Tuyuc "để ghi nhận công việc phi thường và kiên định của cô ấy cho hòa bình với tư cách là một nhà hoạt động nhân quyền và nhà lãnh đạo dũng cảm." 